# Lagoa (freguesia)
A Freguesia de Lagoa foi uma freguesia portuguesa do Município de Lagoa que tinha 25,67 km² de área e 7 266 habitantes (2011), e, por isso, uma densidade populacional de 283,1 h/km².
A Freguesia de Lagoa foi extinta em 2013, no âmbito de uma reforma administrativa nacional, para, em conjunto com a Freguesia de Carvoeiro, formar uma nova freguesia denominada União das Freguesias de Lagoa e Carvoeiro da qual é a sede.
Até à criação do concelho de Lagoa, em 1773, fez parte do concelho (atual município) de Silves.
O seu centro histórico é de branco casario, onde as ruas largas e estreitas se misturam, levando-nos ao encontro dos edifícios modernos e das casas antigas, algumas anteriores ao terramoto de 1755.
No mesmo centro histórico, descobrem-se os antigos portais e janelas manuelinas, os telhados de quatro águas e os arcos que nos ligam a ruas estreitas, onde se encontram vestígios de edifícios há muito desaparecidos.
Em Lagoa é possível encontrar desde construções do século XVIII a construções modernas, monumentos históricos e esculturas de vanguarda, o que denota a evolução da cidade de Lagoa numa harmoniosa combinação.

## Património
- Igreja Matriz de Lagoa
- Convento de São José
- Convento de Nossa Senhora do Carmo

## População
| População da freguesia de Lagoa | População da freguesia de Lagoa | População da freguesia de Lagoa | População da freguesia de Lagoa | População da freguesia de Lagoa | População da freguesia de Lagoa | População da freguesia de Lagoa | População da freguesia de Lagoa | População da freguesia de Lagoa | População da freguesia de Lagoa | População da freguesia de Lagoa | População da freguesia de Lagoa | População da freguesia de Lagoa | População da freguesia de Lagoa | População da freguesia de Lagoa |
| ------------------------------- | ------------------------------- | ------------------------------- | ------------------------------- | ------------------------------- | ------------------------------- | ------------------------------- | ------------------------------- | ------------------------------- | ------------------------------- | ------------------------------- | ------------------------------- | ------------------------------- | ------------------------------- | ------------------------------- |
| 1864                            | 1878                            | 1890                            | 1900                            | 1911                            | 1920                            | 1930                            | 1940                            | 1950                            | 1960                            | 1970                            | 1981                            | 1991                            | 2001                            | 2011                            |
| 5 395                           | 5 532                           | 5 320                           | 6 520                           | 6 996                           | 6 432                           | 6 492                           | 6 292                           | 5 965                           | 5 915                           | 5 746                           | 6 349                           | 4 700                           | 6 063                           | 7 266                           |

; 
;            
;
;

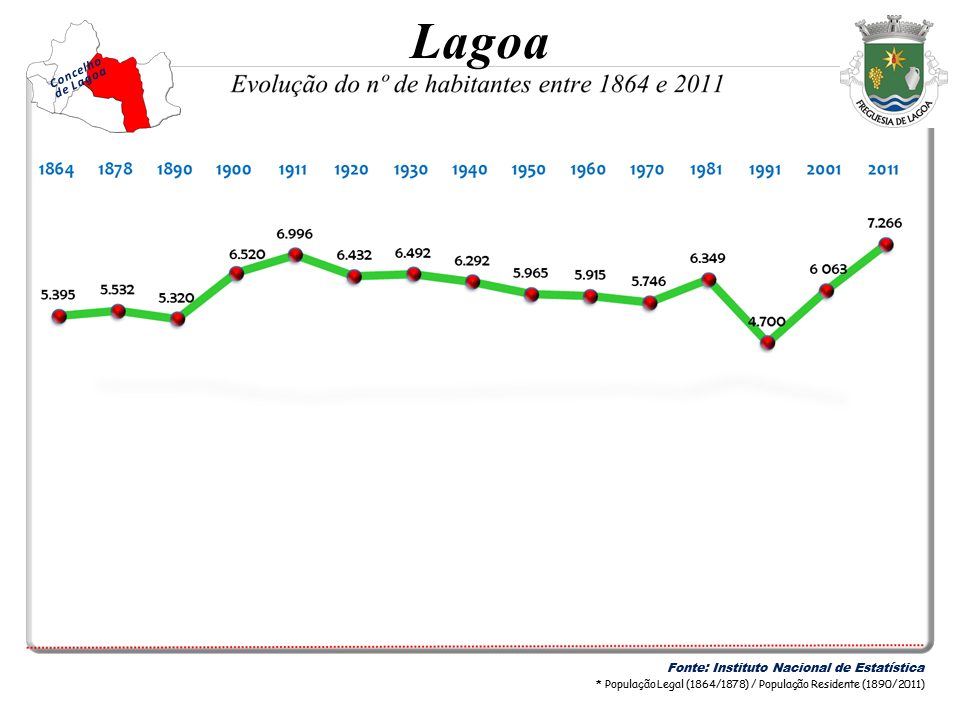
Evolução da População 1864 / 2011

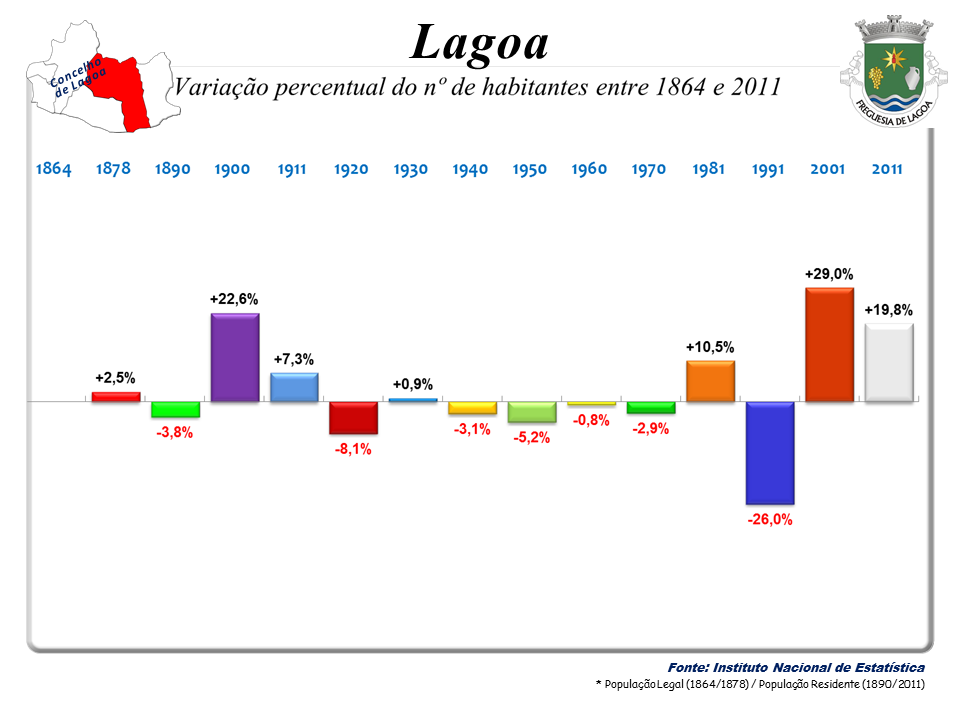
Variação da População 1864 / 2011

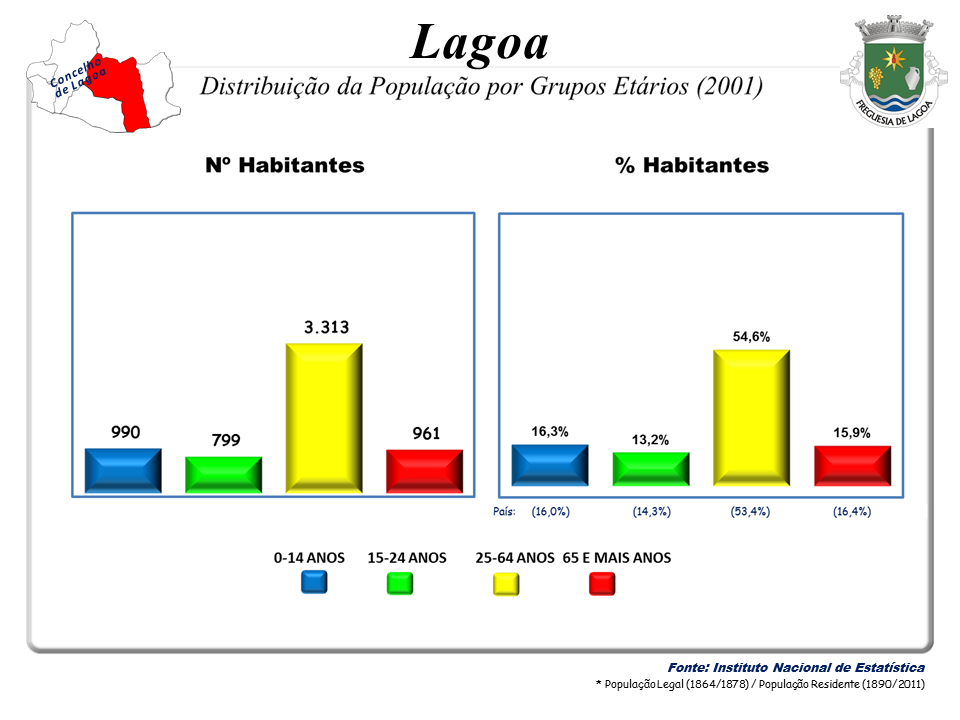
A População em 2001

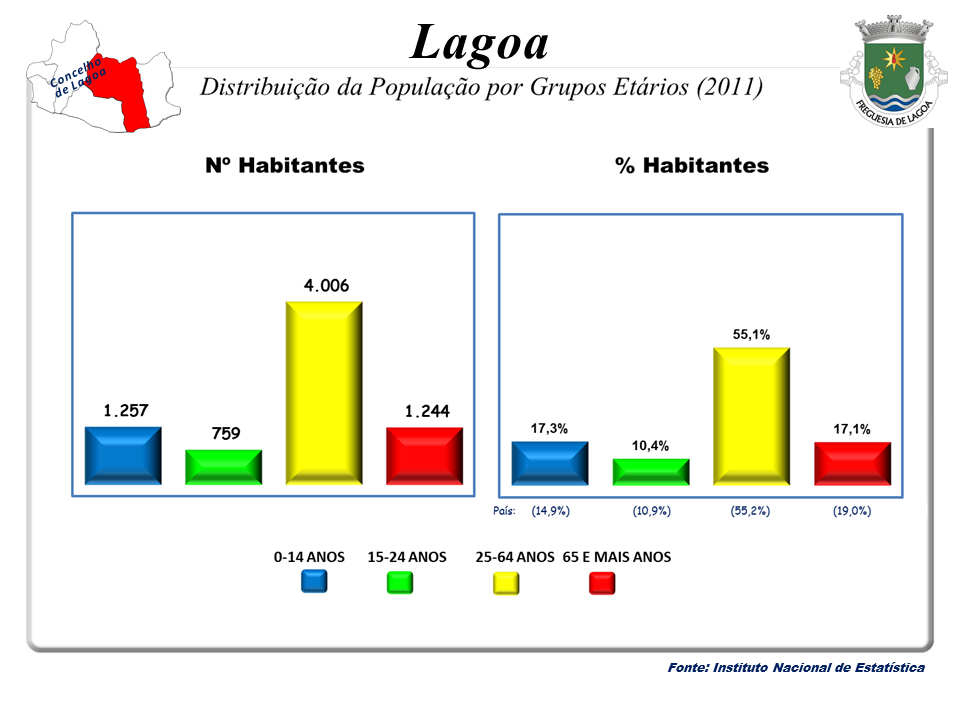
A População em 2011

Com lugares desta freguesia foi criada em 1985 a freguesia do Carvoeiro